# Hedsotmal
Hedsotmal (Lypusa maurella) är en fjärilsart som beskrevs av Michael Denis och Ignaz Schiffermüller 1776. Hedsotmal ingår i släktet Lypusa. Enligt Dyntaxa ingår Lypusa i familjen tubmalar, Lypusidae, men enligt Catalogue of Life är tillhörigheten istället familjen säckspinnare, (Psychidae).
Arten är reproducerande i Sverige. Inga underarter finns listade i Catalogue of Life.